# Stipa coquimbensis
Stipa coquimbensis är en gräsart som beskrevs av Oscar R. Matthei. Stipa coquimbensis ingår i släktet fjädergrässläktet, och familjen gräs. Inga underarter finns listade i Catalogue of Life.